# غوهردرة
غوهردرة (بالفارسية: گوهردره) هي قرية تقع في قسم بيشكوة موغوئي الريفي في إيران. يقدر عدد سكانها بـ 61 نسمة بحسب إحصاء 2016.